# Carlos Alberto Carvalho da Silva Júnior
Carlos Alberto Carvalho da Silva Júnior, detto Carlos (Santa Luz, 15 agosto 1995), è un calciatore brasiliano, attaccante dell'Al-Shabab.

## Caratteristiche tecniche
È un'ala mancina.

## Carriera

### Club
Nato a Santa Luz, nello stato di Bahia, entra nel settore giovanile dell'Atlético Mineiro nel 2009, all'età di 14 anni. Il 10 agosto 2013 esordisce in prima squadra, subentrando a Rosinei nella partita pareggiata a reti bianche sul campo del Náutico, nel campionato brasiliano di Série A. Nel gennaio 2014 entra stabilmente in prima squadra. Il 1º marzo seguente segna il suo primo gol con l'Atlético Mineiro, nella vittoria per 4-1 contro il Villa Nova, nel Campeonato Mineiro. Gioca con continuità nel campionato brasiliano di Série A del 2014, andando anche a segno con una doppietta nella vittoria per 3-2 in casa el Cruzeiro, il 21 settembre.
Il 2 febbraio 2017 si trasferisce all'Internacional in prestito annuale.
Rientrato all'Atlético Mineiro, il 17 aprile 2018 passa in prestito al Paraná, dove ritrova l'allenatore Rogério Micale, avuto nelle giovanili dell'Atlético Mineiro.
Il 29 dicembre 2018 viene ceduto al Vitória Guimarães, club portoghese, ma il trasferimento non viene finalizzato. Il 31 gennaio 2019 si trasferisce al Rio Ave, con cui esordisce nella Primeira Liga. Nell'estate del 2019 viene ceduto al Santa Clara.

### Nazionale
Con la nazionale Under-20 brasiliana ha partecipato al campionato sudamericano di categoria del 2015.

## Statistiche

### Presenze e reti nei club
Statistiche aggiornate al 23 marzo 2018.
| Stagione        | Squadra          | Campionato      | Campionato | Campionato | Coppe nazionali | Coppe nazionali | Coppe nazionali | Coppe continentali | Coppe continentali | Coppe continentali | Altre coppe | Altre coppe | Altre coppe | Totale | Totale | Totale |
| Stagione        | Squadra          | Comp            | Pres       | Reti       | Comp            | Pres            | Reti            | Comp               | Pres               | Reti               | Comp        | Pres        | Reti        | Pres   | Reti   |        |
| --------------- | ---------------- | --------------- | ---------- | ---------- | --------------- | --------------- | --------------- | ------------------ | ------------------ | ------------------ | ----------- | ----------- | ----------- | ------ | ------ | ------ |
| 2013            | Atlético Mineiro | M1/MG+A         | 0+1        | 0          | CB              | 0               | 0               |                    | -                  | -                  |             | -           | -           | 1      | 0      |        |
| 2014            | Atlético Mineiro | M1/MG+A         | 7+22       | 2+5        | CB              | 7               | 1               | CL                 | 0                  | 0                  |             | -           | -           | 36     | 8      |        |
| 2015            | Atlético Mineiro | M1/MG+A         | 14+22      | 3+3        | CB              | 0               | 0               | CL                 | 5                  | 1                  |             | -           | -           | 41     | 7      |        |
| 2016            | Atlético Mineiro | M1/MG+A         | 1+16       | 0+2        | CB              | 1               | 0               | CL                 | 3                  | 3                  |             | -           | -           | 21     | 5      |        |
| 2017            | Internacional    | PD/RS+B         | 9+16       | 0+3        | CB              | 5               | 3               |                    | -                  | -                  | PL          | 1           | 0           | 31     | 6      |        |
| 2018            | Atlético Mineiro | M1/MG+A         | 4+0        | 0          | CB              | 0               | 0               |                    | -                  | -                  |             | -           | -           | 4      | 0      |        |
| Totale carriera | Totale carriera  | Totale carriera | 112        | 18         |                 | 13              | 4               |                    | 8                  | 4                  |             | 1           | 0           | 134    | 26     |        |

## Palmarès

### Club

#### Competizioni statali
- Campionato Mineiro: 2

Atlético Mineiro: 2013, 2015

#### Competizioni internazionali
- Recopa Sudamericana: 1

Atlético Mineiro: 2014

#### Competizioni nazionali
- Coppa del Brasile: 1

Atlético Mineiro: 2014

### Individuale
- Capocannoniere della Coppa del Re dei Campioni: 1

2021-2022 (4 reti)